# Marsupi (peracàrides)

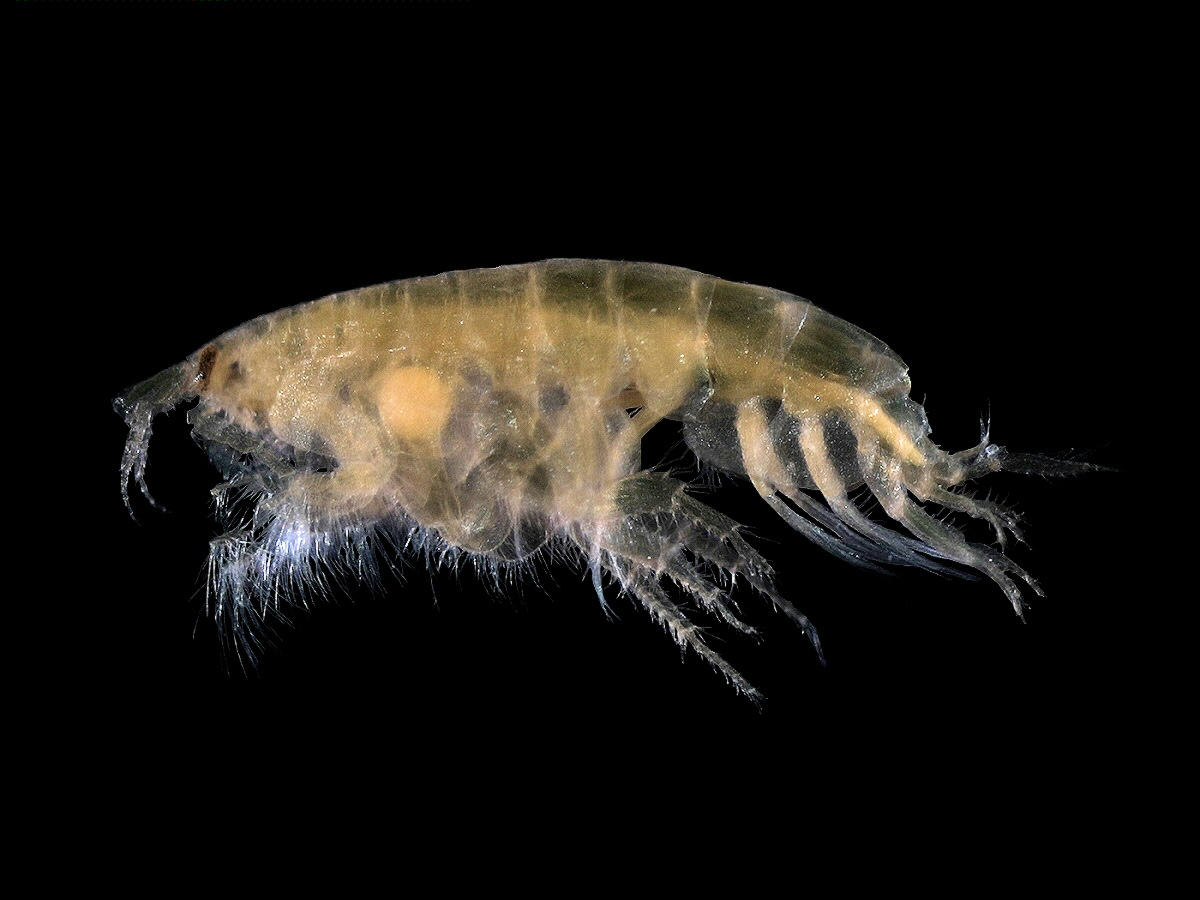
Bathyporeia elegans amb ous dins del seu marsupi

El marsupi és un tret característic dels peracàrides, incloent els ordres Amphipoda, Isopoda i Cumacea. Es tracta d'una bossa per als ous formada per oostègits, que són apèndixs que s'adjunten a les coxes (primer segment) dels primers pereiopodis.
Les femelles col·loquen els ous directament al marsupi, on s'hi desenvolupen els joves, passant per diverses mudes, abans d'emergir com a adults en miniatura anomenats mancae. Els mascles no tenen marsupi.